# 239 (număr)
239 (două sute treizeci și nouă) este numărul natural care urmează după 238 și precede pe 240 într-un șir crescător de numere naturale.

## În matematică
239:
- Este un număr impar.
- Este un număr deficient.[1][2]
- Este un număr prim.[3][4]
- Este un număr prim Chen.[5][6]
- Este un număr prim Eisenstein fără parte imaginară și partea reală de forma 3n − 1.[7]
- Este un număr prim Labos.[8][9]
- Este un număr prim plat.[10][11]
- Este un număr prim Pillai.[12][13]
- Este un număr prim Ramanujan.[14][15]
- Este un număr prim Solinas.[16][17]
- Este un număr prim Sophie Germain.[18][19]
- Este un număr prim tare.[20][21]
- Este un număr prim trunchiabil la dreapta.[22][23]
- Împreună cu numărul prim 241 formează o pereche de numere prime gemene,[24][25] fiind numărul cel mai mic din pereche.[26]
- Este un număr fericit.[27][28]
- Este un număr Newman–Shanks–Williams.[29][30]
- Este cel mai mic întreg pozitiv d la care partea imaginară Q(√−d) are clasa 15.[31]
- Este cel mai mare n al cărui factorial poate fi scris ca produs de factori diferiți între n + 1 și 2n, ambii fiind incluși.[32]
- 239/169 este o aproximare bună a lui √2, bazată pe o dezvoltare în fracție continuă. ({\displaystyle 239^{2}=2\cdot 169^{2}-1\,})
- 239 intră în formula Machin pentru calculul zecimalelor numărului π: π/4 = 4 arctg(1/5) − arctg(1/239) = 45°.
- 239 · 4649 = 1111111, ca urmare 1/239 = 0,0041841 cu o perioadă de 7.
- 239 poate fi scris ca bn − bm − 1 pentru b = 2, 3 și 4, fapt evidențiat de reprezentările sale 111011112, 222123 și 32334.
- Există 239 de numere prime < 1500.
- Singurele soluții ale ecuației diofantice y2 + 1 = 2x4 în întregi pozitivi sunt (x, y) = (1, 1) și (13, 239).

## În știință

### În astronomie
- Obiectul NGC 239 din New General Catalogue este o galaxie spirală cu o magnitudine 13,32 în constelația Balena.
- 239 Adrastea este un asteroid din centura principală.
- 233P/LINEAR este o cometă periodică din sistemul nostru solar.

## În alte domenii
239 se poate referi la:
- K239, singura lucrare de Mozart pentru două orchestre.
- Numărul de masă al celui mai comun izotop al plutoniului, Pu-239.
- Numărul de capitole din Cartea lui Mormon.